# Јалмен
Јалмен је у грчкој митологији било име више личности.

## Митологија
- У Хомеровој „Илијади“ је био становник Орхомена у Беотији, син Ареја и Астиохе, Аскалафов брат. Према Хигину, он је био Аргивац, син Лика и Перниде, а према Аполодору и један од Аргонаута. И Аполодор и Паусанија су тврдили да је био један од просилаца лепе Хелене.[1] Са својим братом Аскалафом, пред Троју је довео тридесет лађа.[2][3] Био је вођа Минијаца и трупа из Аспледона. Био је један од јунака скривених у дрвеном коњу.[4] Након уништења Троје и након лутања, основао је колонију на обали Колхиде.[1]
- Према Статију, био је један од бранилаца Тебе у рату седморице против Тебе. Убио га је Агилеј.[5]

## Биологија
Латинско име ове личности је Ialmenus, односно Jalmenus, што је назив за род лептира.